# Smiley Burnette
Lester Alvin Burnett (Summum, Illinois, 18 de março de 1911 – Encino, Califórnia, 16 de fevereiro de 1967), conhecido como Smiley Burnette, foi um popular cantor de música country e ator de comédias estadunidense, que atuou em muitos Westerns no cinema, além de se apresentar no rádio e televisão, ao lado de Gene Autry e outros conhecidos atores de Westerns filmes B. Ele foi também um prolífico cantautor, que tocava mais de 100 instrumentos musicais, muitos deles simultaneamente. Sua carreira, que teve início em 1934, estendeu-se por décadas, incluindo um papel fixo na série de TV da CBS Petticoat Junction, nos anos 1960.

## Biografia
Lester A. Burnett (ele adicionou um "e" posteriormente) nasceu em Summum, Illinois, em 18 de março de 1911, e cresceu em Ravenwood, Missouri. Ele começou a cantar na infância, e aprendeu a tocar uma variedade de instrumentos musicais “de ouvido”, sem jamais ter aprendido a ler ou escrever música. Na adolescência, trabalhou em vaudevilles, e estrelou, em 1929, seu primeiro comercial de rádio, na WDZ (AM), em Tuscola, Illinois.
Burnette começou a ter seu apelido enquanto fazia um personagem para um programa infantil da WDZ. Ele estava lendo "The Celebrated Jumping Frog of Calaveras County" de Mark Twain, na época, que apresentava um personagem chamado Jim Smiley. Ele nomeou o personagem de rádio de Mr. Smiley e assim adotou o apelido para si mesmo. Na grande maioria de seus filmes, atuou fazendo o personagem com seu nome artístico, Smiley Burnette.

### Carreira cinematográfica
Sua carreira começou em dezembro de 1933, quando ele foi contratado por Gene Autry para tocar acordeão em National Barn Dance, da WLS (AM) de Chicago, em que Autry era a estrela. Como os filmes sonoros se tornaram populares, Hollywood procurou talentos musicais para os filmes de Western e, em 1934, o produtor Nat Levine o colocou (não-creditado) no elenco, como parte da "bluegrass band" na produção da Mascot Pictures In Old Santa Fe, estrelada por Ken Maynard. Burnette cantava e tocava acordeão, além de o filme incluir duas de suas composições.

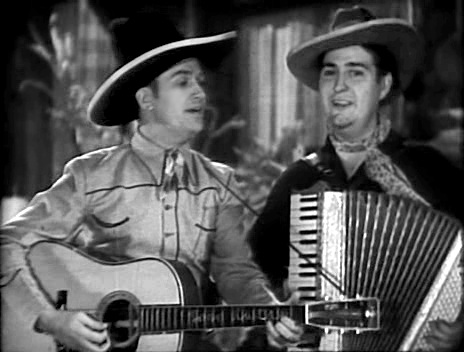
Burnette ao lado de Gene Autry em In Old Santa Fe (1934)

Burnette fez outros pequenos papéis até obter um papel secundário mais destacado no seriado de 1935 The Adventures of Rex and Rinty. No mesmo ano, Levine deu a Autry seus primeiro papel de estrela no seriado em 12 capítulos The Phantom Empire, com Burnette interpretando "Oscar", um papel cômico. A Mascot foi, depois, absorvida pela Republic Pictures, e Burnette uniu-se a Autry para o estúdio como seu companheiro na comédia “Frog Millhouse”, usando sua marca registrada, o chapéu preto de abas moles. Essa parceria lhes rendeu 62 filmes de Western musical. “Frog” ficou conhecido por aparecer algumas vezes cantando em uma voz profunda, com se fosse um coaxar.
Em 1940 ele ficou em segundo lugar, perdendo apenas para Autry, no ranking da revista Boxoffice, que classificava a popularidade de estrelas de Western, sendo o único ator coadjuvante a figurar entre os dez primeiros, e quando Autry se afastou para servir na Segunda Guerra Mundial, Burnette teve parcerias com Eddie Dew, Sunset Carson e Robert Livingston, além de aparecer em nove outros filmes com Roy Rogers. Ele tinha um fã-clube  e era popular entre os jovens. O cavalo de Burnette nos filmes, branco com um anel negro no olho esquerdo, também se tornou famoso, primeiro como “Black-eyed Nellie”, depois como “Ring-eyed Nellie”, e finalmente como “Ring Eye”.
Após deixar a Republic Pictures, em junho de 1944, Burnette começou uma paceria com Charles Starrett, na Columbia Pictures, na série Durango Kid. Starrett trabalhou nessa série de 1945 até 1952, resultando 56 filmes. Quando a série acabou, Burnette reassociou-se a Autry para os seus últimos seis filmes, realizados pela Columbia Pictures em 1953.
Em sua totalidade, Smiley tem mais de 150 títulos de filmes em que atuou, no cinema e na televisão.

### Cantor-compositor
Burnette compôs mais de 400 canções, e cantou várias delas no cinema. Seu clássico de Western "Ridin’ Down the Canyon (To Watch the Sun Go Down)"  foi posteriormente recordado por Willie Nelson, Riders in the Sky e Johnnie Lee Wills. Outras composições incluem "On the Strings of My Lonesome Guitar" (canção tema de Jimmy Wakely nos anos 1940), "Fetch Me Down My Trusty .45", "Ridin' All Day", e "It's Indian Summer", "The Wind Sings a Cowboy Song", "The Old Covered Wagon", e "Western Lullaby". Ele também compôs partituras para filmes como The Painted Stallion e Waterfront Lady. Suas músicas foram recordadas por grande número de cantores, tais como Bing Crosby, Ferlin Husky e Leon Russell. Seus desempenho em "Steamboat Bill" apareceu na lista The Billboard's country chart em 1939.

### Inventor
Burnette tocava acordeão, guitarra acústica, banjo, além de outros instrumentos. Ele montou e construiu alguns de seus incomuns instrumentos musicais em sua própria oficina. Seu "Jassackaphone," por exemplo, que ele tocou no filme The Singing Cowboy, fazia lembrar um órgão com tubos, alavancas e outros mecanismos.
Nos anos 1940, ele inventou e patenteou um sistema audiovisual denominado "Cinevision Talkies". Cada pacote continha um disco de vinil com 4 de suas músicas e quinze filmes de 35mm, em slides. Os slides deveriam ser projetados em ordem e avançavam cada vez com um pequeno trecho de música. Uma capa do álbum era branca, para que aqueles que não tivessem projetor e tela simplesmente acendessem uma lanterna através dos slides, visualizando-os na capa.

### Rádio e televisão
Quando o gênero “cowboy” no cinema decaiu, Burnette se retirou, mas fez muitas participações em programas de “música country” de rádio e shows de televisão, entre eles Louisiana Hayride, Grand Ole Opry e Ranch Party. Ficou um tempo em Springfield, Missouri, dos anos 1940 a 1950, produzindo um programa de rádio de 15 minutos, The Smiley Burnette Show, da RadiOzark Enterprises.
Burnette também fez participações regulares na série da ABC-TV Ozark Jubilee, de Springfield. Em 1957, quando os “quiz shows” se tornaram populares, ele filmou um piloto de série para a ABC-TV,  originada em Springfield, Pig 'N Poke, um “quiz show” com tema “country”, mas a ABC não a comprou.
No início dos anos 1960, Burnette continuou a fazer participações pessoais em drive-ins, feiras, hospitais, praças e rodeios. Certa vez apareceu com Dewey Brown e os Oklahoma Playboys em um baile Sexta feira no Jump's Roller Rink, em Fairfax, Oklahoma.
No meio da década de 1960, ele interpretou o engenheiro de railway Charley Pratt no programa da CBS-TV Petticoat Junction (106 episódios) e Green Acres (sete episódios).

### Dono de restaurante
Burnette gostava de cozinhar e abriu uma cadeia de restaurantes nos anos 1950 chamado “The Checkered Shirt”, o primeiro “A-frame” drive-in. A primeira localização foi em Orlando, Flórida, e dois locais ainda existem em Redding, Califórnia e Escondido, Califórnia, mas já não são de propriedade da família Burnette.

## Morte
Após completar a quarta temporada de Petticoat Junction, Burnette adoeceu. Em 16 de fevereiro de 1967, morreu em Encino, Califórnia, de leucemia, e foi sepultado no Forest Lawn Memorial Park (Hollywood Hills), em Hollywood Hills, Califórnia.

## Legado
Burnette doou seu chapéu e camisa originais para o “Cowboy Hall of Fame”, em Oklahoma City, Oklahoma, em 1962. Em 1971 ele entrou , postumamente, para o Nashville Songwriters Hall of Fame. Por sua contribuição para a indústria de cinema, Burnette tem uma estrela na Hollywood Walk of Fame, no 6125 Hollywood Boulevard, dedicada em 1986. Em 1998, ele entrou para o Western Music Association.
Burnette é mencionado no “hit” de música country de 1973 do The Statler Brothers "What Ever Happened to Randolph Scott?" (posteriormente título da biografia de Scott em 1994), que chegou a nº 22 na lista de parada country.